# آرون شور
آرون شور (انگلیسی: Aaron Shure؛ زادهٔ ۱ ژانویهٔ ۲۰۰۰) نویسنده، کارگردان و تهیه‌کننده اهل ایالات متحده آمریکا است.او برای مجموعه‌های کمدی‌ای همچون اداره و خوش شانسی لوئی شناخته شده است.